# Oxystomina pellucida
Oxystomina pellucida is een rondwormensoort uit de familie van de Oxystominidae. De wetenschappelijke naam van de soort is voor het eerst geldig gepubliceerd in 1898 door Cobb.